# Qatar Stars League 2014-2015
La Qatar Stars League 2014-2015 è stata la 42ª edizione del massimo livello del campionato qatariota di calcio. Il campionato è iniziato il 21 agosto 2014 ed è terminato il 16 aprile 2015.
Il Lekhwiya si è confermato campione, vincendo il titolo per il secondo anno consecutivo, la quarta volta nella sua storia.
Dopo un solo anno in massima serie l'Al-Shahaniya e l'Al-Shamal sono stati retrocessi in Qatar Second Division.

## Stagione

### Novità
Al termine della Qatar Stars League 2013-2014 l'Al-Rayyan e l'Al-Mu'aidar, ultimi due classificati, sono stati retrocessi in Qatar Second Division. Al suo posto sono stati promossi l'Al-Shamal, vincitore della Qatar Second Division e l'Al-Shahaniya, secondo classificato.

### Formula
Le 14 squadre si affrontano due volte in un girone di andata e ritorno per un totale di 26 partite.

La prima classificata vince il campionato ed è ammessa alla fase a gironi della AFC Champions League 2016.

La seconda classificata accede al secondo turno di qualificazione della AFC Champions League 2016.

La vincente della Emir of Qatar Cup 2014-2015 accede al secondo turno di qualificazione della AFC Champions League 2016.

Le ultime due classificate (13º e 14º posto) retrocedono in Qatar Second Division 2015-2016.

## Squadre partecipanti
| Club           | Città              | Stadio                       | Stagione precedente         |
| -------------- | ------------------ | ---------------------------- | --------------------------- |
| Al-Ahly Doha   | Doha               | Stadio Grand Hamad           | 6º posto                    |
| Al-Arabi       | Doha               | Stadio Grand Hamad           | 5º posto                    |
| Al-Gharafa     | Ar Rayyan          | Stadio Thani bin Jassim      | 9º posto                    |
| Al-Jaish       | Doha               | Lekhwiya Sports Stadium      | 2º posto                    |
| Al-Kharitiyath | Al Khor            | Stadio Al-Khor               | 12º posto                   |
| Al-Khor        | Al Khor            | Stadio Al-Khor               | 11º posto                   |
| Al-Sadd        | Doha               | Jassim Bin Hamad Stadium     | 3º posto                    |
| Al-Sailiya     | Doha               | Jassim Bin Hamad Stadium     | 4º posto                    |
| Al-Shahaniya   | Ar Rayyan          | Stadio Thani bin Jassim      | 2º posto in Second Division |
| Al-Shamal      | Madinat ash Shamal | Stadio Al-Khor (Al Khor)     | 1º posto in Second Division |
| Al-Wakra       | Al Wakrah          | Stadio Saoud bin Abdulrahman | 8º posto                    |
| Lekhwiya       | Doha               | Lekhwiya Sports Stadium      | Campione del Qatar          |
| Qatar SC       | Doha               | Qatar SC Stadium             | 10º posto                   |
| Umm-Salal      | Umm Salal          | Qatar SC Stadium             | 7º posto                    |

## Classifica finale
|                  | Pos. | Squadra        | Pt | G  | V  | N  | P  | GF | GS | DR  |
| ---------------- | ---- | -------------- | -- | -- | -- | -- | -- | -- | -- | --- |
| Qatar (bandiera) | 1.   | Lekhwiya       | 62 | 26 | 19 | 5  | 2  | 59 | 25 | +34 |
|                  | 2.   | Al-Sadd        | 57 | 26 | 17 | 6  | 3  | 68 | 35 | +33 |
|                  | 3.   | Al-Jaish       | 47 | 26 | 15 | 2  | 9  | 54 | 33 | +21 |
|                  | 4.   | Qatar SC       | 46 | 26 | 14 | 4  | 8  | 51 | 40 | +11 |
|                  | 5.   | Al-Ahli Doha   | 38 | 26 | 11 | 5  | 10 | 48 | 40 | +8  |
|                  | 6.   | Umm-Salal      | 37 | 26 | 10 | 7  | 9  | 43 | 37 | +6  |
|                  | 7.   | Al-Gharafa     | 36 | 26 | 11 | 3  | 12 | 48 | 54 | -6  |
|                  | 8.   | Al-Arabi       | 35 | 26 | 9  | 8  | 9  | 43 | 38 | +5  |
|                  | 9.   | Al-Kharitiyath | 34 | 26 | 8  | 10 | 8  | 37 | 38 | -1  |
|                  | 10.  | Al-Khor        | 30 | 26 | 7  | 9  | 10 | 38 | 48 | -10 |
|                  | 11.  | Al-Sailiya     | 29 | 26 | 8  | 5  | 13 | 40 | 54 | -14 |
|                  | 12.  | Al-Wakrah      | 23 | 26 | 6  | 5  | 15 | 34 | 52 | -18 |
|                  | 13.  | Al-Shahaniya   | 20 | 26 | 5  | 5  | 16 | 26 | 57 | -31 |
|                  | 14.  | Al-Shamal      | 11 | 26 | 1  | 8  | 17 | 24 | 62 | -38 |

Legenda:

      Campione del Qatar e ammessa alla AFC Champions League 2016

      Ammesse alle qualificazioni della AFC Champions League 2016

      Retrocesse in Qatar Second Division 2015-2016
Tre punti a vittoria, uno a pareggio, zero a sconfitta.
La classifica viene stilata secondo i seguenti criteri:
- Punti conquistati
- Playoff (per titolo, partecipazione alle coppe e retrocessione)
- Differenza reti generale
- Reti totali realizzate

### Verdetti
- Lekhwiya campione del Qatar e ammesso alla fase a gironi della AFC Champions League 2016.
- Al Sadd ammesso al secondo turno di qualificazioni della AFC Champions League 2016.
- Al-Shahania e Al Shamal retrocessi in Qatar Second Division 2015-2016.

## Statistiche

### Classifica marcatori
| Gol |  |  | Giocatore           | Squadra        |
| --- |  |  | ------------------- | -------------- |
| 25  |  |  | Dioko Kaluyituka    | Al-Ahly Doha   |
| 21  |  |  | Hamdi Harbaoui      | Qatar SC       |
| 16  |  |  | Romarinho           | Al-Jaish       |
| 16  |  |  | Hassan Abdel-Fattah | Al-Kharitiyath |
| 16  |  |  | Júlio César         | Al-Khor        |
| 11  |  |  | Issam Jemâa         | Al-Sailiya     |
| 11  |  |  | Khalid Ibrahim      | Al-Sadd        |
| 11  |  |  | Hassan Al Haidos    | Al-Sadd        |
| 11  |  |  | Meshal Abdullah     | Al-Ahly Doha   |
| 11  |  |  | Sebastián Soria     | Lekhwiya       |
| 11  |  |  | Sebastián Sáez      | Al-Wakra       |
| 11  |  |  | Paulinho            | Al-Arabi       |
| 11  |  |  | Tuncay Şanlı        | Umm-Salal      |